# Louis Cardiet
Louis Cardiet (født 20. januar 1943 i Quimperlé, Frankrig, død 28. april 2020) var en fransk fodboldspiller (Forsvar).
Cardiet spillede gennem sin karriere primært for Rennes og Paris Saint-Germain. Hos Rennes var han to gange, i 1965 og 1971, med til at vinde den franske pokalturnering.
Cardiet spillede desuden seks kampe for det franske landshold. Hans første var en venskabskamp mod Argentina 3. juni 1965, hans sidste en venskabskamp mod Sovjetunionen 3. juni 1967.

## Titler
Coupe de France
- 1965 og 1971 med Rennes